# Montigny-lès-Vaucouleurs
Montigny-lès-Vaucouleurs is een gemeente in het Franse departement Meuse (regio Grand Est) en telt 75 inwoners (2009). De plaats maakt deel uit van het arrondissement Commercy.

## Geografie
De oppervlakte van Montigny-lès-Vaucouleurs bedraagt 12,1 km², de bevolkingsdichtheid is dus 6,2 inwoners per km².
De onderstaande kaart toont de ligging van Montigny-lès-Vaucouleurs met de belangrijkste infrastructuur en aangrenzende gemeenten.

## Demografie
Onderstaande figuur toont het verloop van het inwonertal (bron: INSEE-tellingen).